# Rödpalpad rödrock
Rödpalpad rödrock (Ampedus hjorti) är en skalbaggsart som först beskrevs av Edward Caldwell Rye 1905.  Rödpalpad rödrock ingår i släktet Ampedus, och familjen knäppare. IUCN kategoriserar arten globalt som sårbar. Arten är reproducerande i Sverige. Den lever i murken ekved, främst i ihåligheter i levande, grova ekar.